# カワサキプラントシステムズ
カワサキプラントシステムズ（英字:Kawasaki Plant Systems）は、かつて神戸市中央区に本社を構えていたプラント建設会社。

川崎重工業の100%子会社であった。2010年10月以降、現在の同社プラント・環境カンパニーとなっている。

## 沿革
- 1983年4月1日　川重プラントアシスタンス株式会社を設立。
- 1988年4月1日　社名を株式会社ケーピーエィに変更。
- 2000年4月1日　川重シーエーイー株式会社と合併し、社名を川重プラント株式会社に変更。
- 2005年4月1日　川崎重工のプラント部門を吸収。
- 2010年10月1日　川崎重工に吸収合併・再統合。

## 製造品

### インフラ
- セメントプラント
- 非鉄金属プラント
- 肥料プラント
- アクリル繊維プラント
- ファクトリオートメション 鋼材加工設備
- 振動機械
- 物流設備 空港物流設備
- 搬送設備
- 機体洗浄設備

### エネルギー
- 発電プラント 天然ガス・高炉ガス焚きCCPP
- セメント排熱発電プラント
- 石炭焚発電プラント（微粉炭焚ボイラ）
- ボイラ設備 流動床ボイラ
- 重油焚き低NOXボイラ（KACC）
- ソーダ回収ボイラ
- ガスタービン用排熱回収ボイラ（HRSG）
- 舶用ボイラ
- 発電プラント周辺設備 灰処理プラント
- 空冷式熱交換器
- 空気冷却器
- 核融合実験炉機器

### 環境・リサイクル
- 廃棄物処理設備 プラズマ拡張溶融炉（PEM炉）
- 放射性廃棄物処理設備
- PETボトルリサイクルプラント
- 新エネルギー 木質バイオマス発電システム
- 太陽光発電設備
- 環境保全設備 排煙脱硫装置
- 石炭灰固化砕石製造設備
- 石炭灰中未燃分除去設備

## 本社所在地
- 神戸本社 - 神戸市中央区東川崎町3-1-1
- 東京本社 - 東京都江東区南砂2-11-1